# Werner Haase
Werner Haase, född 2 augusti 1900 i Köthen, provinsen Sachsen, död förmodligen 30 november 1950 i Moskva, var en tysk läkare och SS-Obersturmbannführer. Han var en av Adolf Hitlers personliga kirurger.

## Biografi
Haase promoverades 1924 och verkade därefter som kirurg. Han blev 1933 medlem i Nationalsocialistiska tyska arbetarepartiet (NSDAP) och samma år i Sturmabteilung (SA). Året därpå inträdde han i Schutzstaffel (SS).
I andra världskrigets slutfas tjänstgjorde Haase tillsammans med bland andra Ernst-Günther Schenck i ett akutsjukhus inrymt i Rikskansliets källare, i närheten av Adolf Hitlers bunker. Den 29 april 1945 kallades Haase till bunkern för att kontrollera de cyanidampuller Hitler hade fått av Reichsführer-SS Heinrich Himmler. Haase krossade en av ampullerna i schäfertiken Blondis mun och hunden dog omedelbart. Hitler bad även Haase om råd beträffande effektiva självmordsmetoder. Haase rådde Hitler att bita sönder en ampull och samtidigt skjuta sig i huvudet.
Haase greps den 2 maj tillsammans med Helmut Kunz och två sjuksköterskor, Erna Flegel och Liselotte Chervinska.
Han avled i sovjetisk fångenskap 1950.
I filmen Undergången från 2004 porträtteras Werner Haase av Matthias Habich.